# Oblígame
Oblígame es la vigésima novela de la saga de  Jack Reacher, de Lee Child. Fue publicada en idioma original en 2015 por Delacorte Press y editada en español en 2024 por la editorial Blatt & Ríos, con traducción de Aldo Giacometti.

## Sinopsis
En Oblígame, Jack Reacher llega a una remota localidad llamada Mother's Rest. Intrigado por el nombre del lugar, Reacher decide quedarse y descubrir la historia detrás del nombre. En la estación de tren del pueblo, se encuentra con Michelle Chang, una exagente del FBI que ahora trabaja como investigadora privada. Chang está en busca de su colega Keever, que desapareció misteriosamente mientras investigaba un caso en el pueblo.
Reacher y Chang unen fuerzas para rastrear a Keever y desentrañar el misterio de su desaparición. A medida que investigan, descubren que Mother's Rest oculta secretos peligrosos. La pareja sigue una serie de pistas que los llevan desde los campos de trigo de Mother's Rest hasta los oscuros rincones de Internet, revelando una red de explotación y perversidad que pone en peligro a muchas vidas.

## Recepción
"Make Me" ha sido bien recibida tanto por críticos como por fanáticos de la serie, consolidando aún más la reputación de Child como uno de los maestros del thriller contemporáneo. 
Según el New York times

Everything about it, starting with Reacher’s nose for bad news, is as strong as ever. [...]But this is the book that takes Reacher from the kind of cracking wise his fans love and the violence that he understands (he actually hurts himself head-butting this time, another new angle for the series), into the eerie realities of 2015, not the ones Reacher learned in the last century as part of his military training.

En su reseña, The Florida Times Union

Child leads Reacher through brawls, the recollection of bullet trajectories and statistics, snappy conversations, drug-house raids, shootouts and every romantic interlude in "Make Me" with the same prowess that mesmerized fans thousands of pages and 19 best-sellers ago.